# Offensive de Ségovie
Guerre d'Espagne
L'offensive de Ségovie désigne un ensemble d'actions militaires menées par l'armée républicaine contre les insurgés nationalistes durant la guerre d'Espagne. Elle se déroula au printemps 1937, entre le 30 mai et le 2 juin, dans la province de Ségovie, en particulier autour des communes de Ségovie, Cabeza Grande, Revenga (es) et La Granja de San Ildefonso. 
La bataille fut l'occasion pour le président du gouvernement, Juan Negrín, et son ministre de la Défense nationale, Indalecio Prieto, d'essayer la jeune Armée populaire de la République espagnole. L'offensive avait pour but, d'un point de vue stratégique, de retenir les troupes ennemies loin de la zone nord républicaine, qui subissait alors les premiers coups d'une vaste offensive nationaliste. Elle se solda par un échec républicain.

## Contexte

### Le front de Guadarrama (juillet-août 1936)
Dans les jours qui suivirent le coup d'État des 17 et 18 juillet 1936, les militaires rebelles, suivant les plans constitués par le général Emilio Mola, formèrent une colonne dans la ville de Valladolid, commandée par le colonel Ricardo Serrador Santés. Ils se dirigèrent vers Madrid en passant par le col de Guadarrama, (également appelé l'Alto del León), dans la sierra du même nom, par où passait la route de La Corogne, entre Villalba et San Rafael. Le 22 juillet, une colonne de républicains, constituée de soldats et de miliciens, venant de Madrid, occupa les cols de Guadarrama et de Navacerrada. 
La colonne de Serrador, qui avait quitté Valladolid dans la nuit du 21 au 22, arriva dans les environs du col de Guadarrama vers 2 heures du matin. Elle attaqua aussitôt la position, s'en emparant au bout de quelques heures. Les forces républicaines lancèrent, dans les jours suivants, plusieurs offensives afin de reprendre la position, sans jamais y parvenir. Du côté du col de Navacerrada, en revanche, les forces nationalistes d'artillerie légère de Ségovie ne réussirent pas à prendre pied.
Le front finit donc par se stabiliser sur les hauteurs de Valsaín, en passant par les jardins du palais de La Granja. Le terrain, boisé et accidenté, empêchait les deux camps ennemis de lancer de vastes offensives. Les nationalistes, quoique occupant les cols de Guadarrama et de Somosierra (sur la route d'Irún), étaient incapables de marcher plus avant sur Madrid. La situation n'évolua sensiblement pas jusqu'au mois de mai 1937.

### Forces en présence
Le gros des troupes nationalistes se trouvait à Cabeza Grande, près de Revenga. Elles étaient composées de la 1re brigade de la 75e division, commandée par le général José Enrique Varela, qui avait son quartier général à Ávila. Durant la bataille, ils reçurent le renfort du 5e tabor des Regulares de Melilla. 
Les forces républicaines étaient quant à elles composées de la 29e brigade de la 2e division du Ier corps d'armée. Les soldats étaient commandés par le colonel Domingo Moriones Larraga.

## Combats

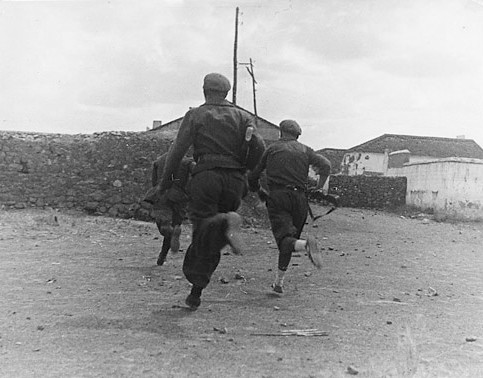
Miliciens républicains lors de l'offensive, 1937.

Le gouvernement de la République avait besoin rapidement d'une victoire significative qui lui permette d'asseoir son pouvoir. Le président du gouvernement, Juan Negrín, commanda au colonel Manuel Matallana d'organiser un plan en vue d'une offensive contre Ségovie. Le but est de s'emparer de la capitale de la province et d'entrer en terrain ennemi afin de menacer Valladolid.

## Conséquences
La démonstration est faite que la jeune Armée populaire de la République espagnole n'est pas prête à défaire les nationalistes : alors que l'objectif était relativement peu défendu, les troupes envoyées à l'attaque sont en faible nombre, leur coordination est mauvaise, et l'effet de surprise recherché a avorté. De plus, certaines troupes républicaines se battent mal, comme la XIVe Brigade Internationale, et certains commandements ne sont pas à la hauteur des circonstances.
Par contre l'appui aérien dont ont bénéficié les nationalistes a été déterminant (les avions nationalistes ont eu le contrôle total des airs dès le 1er juin) - alors que l'action des FARE (Fuerzas Aéreas de la República Española) a été faible, tardive et mal coordonnée avec celle des troupes au sol : le colonel Domingo Moriones Larraga a dit : « Nos avions ont bombardé l'ennemi de trop haut, et sans efficacité… Nos chasseurs sont restés à distance, et sont rarement descendus pour mitrailler l'ennemi… L'aviation nationaliste a été très active, et extraordinairement efficace. » 
Enfin, d'un point de vue stratégique, l'offensive de Segovie n'a retardé que de deux semaines l'offensive nationaliste de la bataille de Bilbao : Bilbao, objectif essentiel de la campagne de Biscaye menée par les nationalistes.

## En littérature
Dans Pour qui sonne le glas, paru en 1940, Ernest Hemingway décrit la préparation de l'offensive de Ségovie : un volontaire républicain, un red américain nommé Robert Jordan, s'infiltre dans le maquis, derrière les lignes nationalistes, pour dynamiter un pont au moment du déclenchement de l'offensive. Si l'opération réussit, les nationalistes ne pourront acheminer renforts et artillerie sur le front.